# Deuxième bataille du cap Saint-Vincent (1780)
 (avril 2012).
Pour les articles homonymes, voir Bataille du cap Saint-Vincent.
Guerre d'indépendance américaine
La bataille du cap Saint-Vincent, contrairement à ce que son nom indique, n'est pas un combat naval, mais l'interception réussie d'un gros convoi anglais pendant la guerre d'indépendance des États-Unis. Elle oppose le 9 août 1780, la flotte franco-espagnole commandée par l'amiral Córdova à l'escorte anglaise de John Montray (en). Ce dernier, en trop grande infériorité, s'enfuit en abandonnant le convoi qui est capturé. Cette interception fait partie d'un aspect peu connu de la guerre d'Indépendance américaine que les historiens appellent la guerre des convois. Les auteurs de langue anglaise, désignent cet engagement sous le nom d'« action du 9 août 1780. »

## Le contexte: la guerre des convois

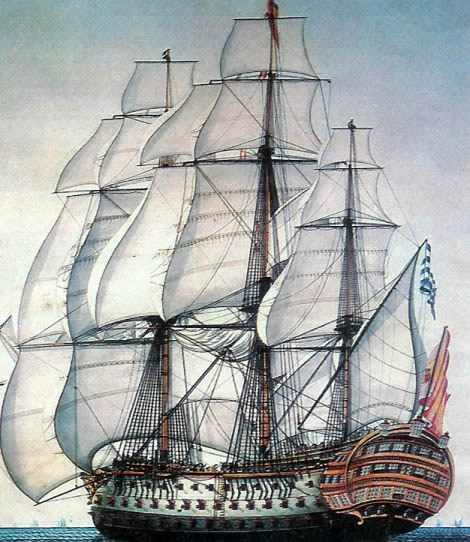
Santísima Trinidad

En 1780, la Grande-Bretagne faisait face à l'une des plus graves crises de son histoire : la révolte des colonies américaines. Cette guerre difficile débutée en 1776, se compliqua encore par l'entrée en guerre de la France en 1778, puis de l'Espagne en 1779, ce qui rendit la tâche de la Royal Navy compliquée. Cette dernière, en effet, devait assurer le transport et le ravitaillement des dizaines de milliers de soldats anglais envoyés en Amérique, lutter contre le trafic d'armes, et enfin, essayer de protéger son commerce contre les forces ennemies ou les attaques de corsaires. Les belligérants, adoptent tous une stratégie voisine : la navigation en convois escortés par des vaisseaux de guerre. L'escorte est plus ou moins importante selon la valeur du convoi et les disponibilités des bâtiments de guerre ou le risque que l'on est prêt à assumer en comptant sur le secret que chacun essaie de faire respecter dans ses ports au moment où se rassemble le convoi. 
À l'été 1780, un très important double convoi partit de Portsmouth, formé de 55 navires avec pour destination pour les uns, les Caraïbes et pour les autres, l'Amérique du Nord. Le convoi fut escorté jusqu'en Galice par la flotte du Canal, mais elle retourna vers ses côtes à partir de là, suivant les ordres de l'amirauté. L'escorte fut donc limitée au navire Ramillies de 74 canons et à 2 frégates.
Cette décision fut très critiquée par la suite, mais il faut rappeler que peu de temps avant, la flotte combinée hispano-française avait réalisé une campagne dans le canal de la Manche et avait bloqué la flotte britannique dans ses ports. Et seules les divergences entre les alliés et la météo avaient empêché un débarquement en Grande-Bretagne.
Les services d'espionnage espagnols découvrirent le départ et le trajet du grand convoi, et le comte de Floridablanca ordonna au lieutenant général de l'Armada espagnole, don Luis de Córdova y Córdova, d'appareiller avec sa flotte pour l'intercepter.
La flotte de Cordova, avec son pavillon sur l'énorme Santísima Trinidad, était composée de 27 navires et des frégates correspondantes. S'y joignit également la flotte française de l'amiral Beausset avec 9 navires. La flotte alliée était jusque-là en train de bloquer Gibraltar, mais elle leva l'ancre à la suite des nouveaux ordres.

## Composition de la flotte combinée
La flotte combinée quitte Cadix le 9 juillet à la recherche de la flotte anglaise de Geary. Elle se compose des navires suivants :
Deuxième escadre
1re Division
Atlante, Bourgogne (chef d'escadre), San Joaquín, San Pascual et la frégate Santa Lucía
2e Division
Purísima Concepción Commandant Général, Rayo, San Rafael, San Justo, Scipion (74) et la frégate Santa Rufina
Première escadre
3e Division
Marseillais, San Carlos, Galicia, Ángel de la Guardia, et la frégate Santa Bárbara
4e Division
Santísima Trinidad Commandant Général, Héro, San Fernando, Oriente, San Eugenio et la frégate Santa Perpetua
Troisième escadre
5e Division
San Vicente, Protecteur (chef d'escadre), Serio, Brillante (es), César et la corvette Santa Catalina
6e Division
Santa Isabel Commandant Général, Firme, Terrible, Zodiaque, la frégate Carmen et les sloops Activa, Golondrina et Bizarra
Escadre légère et corps de réserve
L'escadre légère et le corps de réserve sont sous le commandement du chef d'escadre Mr. Bausset et comprend les navires ci-après :
Glorieux (chef d'escadre), Septentrión, Miño, Zélé et la frégate Néréide.

## L'interception
Le matin du 9 août, une des frégates d'exploration découvrit le convoi à 60 lieues du cap Saint-Vincent. Le convoi ne s'était pas encore séparé vers ses différentes destinations. Cordova ordonna immédiatement la « chasse générale ». À la vue de l'arrivée des 36 navires et des frégates, le chef de l'escorte anglaise décida que la seule option était la fuite. Seuls l'escorte et deux ou trois navires du convoi réussirent à s'échapper, pendant que le reste était successivement capturé par les navires français et espagnols. 
Bien que les navires du convoi fussent aussi armés, ils n'étaient pas en mesure d'affronter les vaisseaux de ligne de leurs adversaires. Cette fuite de l'escorte correspond d'ailleurs aux ordres de l'amirauté anglaise, puisqu'en cas d'interception, les vaisseaux de guerre, considérés comme vitaux pour la sécurité de l'Angleterre, doivent se replier et le convoi est sacrifié (c'est l'inverse dans la flotte française, où les escorteurs ont l'ordre de se sacrifier pour sauver le convoi).

## Les conséquences: la perte du contrôle de l'Atlantique pour laRoyal Navy
Le résultat fut : 52 transports capturés, dont 36 frégates et dix brigantins, 1 350 hommes d'équipage (mais probablement plus), 1 357 soldats et officiers britanniques qui furent transférés vers les colonies et 286 passagers capturés soit un total de 2 943 prisonniers. Côté matériel : mis à part l'armement des navires, 80 000 mousquets et vêtements pour 12 régiments d'infanterie, du matériel naval et des provisions pour la flotte de Rodney en Amérique et pour celle qui combattait en Inde. Pour les Espagnols, cette affaire apparait aussi comme une revanche alors qu'ils ne parviennent pas à s'emparer de Gibraltar et qu'ils viennent de subir, à cette occasion, une dure défaite au cap Saint-Vincent le 16 janvier 1780.
Les Britanniques évaluèrent les pertes à 1,6 million de livres de l'époque, dont 1 million en or et lingots. Les Espagnols l'évaluèrent 140 millions de reales.
Pour les Anglais, le choc est néanmoins considérable. Selon le grand écrivain Robert Graves : « Même les plus anciens ne se souvenaient pas que la bourse de Londres avait déjà présenté un aspect aussi pessimiste et mélancolique comme ce mardi où l'Amirauté publia la nouvelle de cette double perte. Les archives marchandes britanniques n'ont jamais enregistrées de pertes aussi élevées du quart des pertes de ce jour-là ».
Cette interception réussie montre que la flotte anglaise, dispersée sur de trop nombreux théâtres d'opération, a perdu le contrôle des routes de l'Atlantique en 1780, ce qui favorisera en 1781 la victoire franco-américaine à Yorktown et l'attaque réussie des Espagnols contre Minorque.

### Sources et bibliographie
- (es) Agustin Ramon Rodriguez Gonzalez, Victorias por mar de los Españoles, p. 227-234, biblioteca de Historia, Madrid 2006.
- Michel Vergé-Franceschi (dir.), Dictionnaire d’Histoire maritime, éditions Robert Laffont, coll. « Bouquins », 2002.
- Patrick Villiers et Jean-Pierre Duteil, L'Europe, la mer et les colonies : XVIIe siècle-XVIIIe siècle, Paris, Hachette supérieur, coll. « Carré Histoire » (no 37), 1997, 255 p. (ISBN 978-2-01-145196-5)
- Lucien Bély, Les Relations internationales en Europe : XVIIe et XVIIIe siècles, Paris, Presses universitaires de France, coll. « Thémis », 1992, 731 p. (ISBN 978-2-13-044355-1)